# Nova Prime
Nova Prime es un personaje ficticio de la saga de Transformers, fue un antecesor líder de los Autobots, quien al morir le deja el liderazgo a Sentinel Prime, posteriormente fue revivido por los Decepticons considerando a los Autobots como incompetentes llenándose de odio y de rabia hacia ellos. transformándose en el maligno Nemesis Prime su alter ego.

## Ficha Técnica
| Título           | Líder Autobot                     |
| Alianza          | Autobots                          |
| Transformación   | Camión con remolque cybertroniano |
| Lema             | "Primus Divino y gran Maestro"    |
| Fuerza           | 9                                 |
| Inteligencia     | 10                                |
| Velocidad        | 8                                 |
| Resistencia      | 8                                 |
| Potencia de tiro | 8                                 |
| Destreza         | 9                                 |

## Acerca del Personaje
No hay muchos datos sobre este personaje; pero cabe notar que es Nemesis Prime originalmente y tercer o segundo titular de la matrix, precediendo de Sentinel Prime. La verdad es que la mayoría de su historia y mitología esta en los cómics. Según marvel comics; Nova Prime fue extorsionista y supremacista, creía que los Transformers eran mayores entre todas las formas de vida y que deben traer su gloria a la gran cantidad de razas inferiores en todo el universo.
Después de ser asesinado por The Fallen; un reino que vive en el rumor y misterio, Nova fue elegido para ser la sede de la Oscuridad, según la IDW Publishing's Nova Prime, era titular de la matrix antes de Sentinel Prime. De acuerdo con Omega Supreme, Nova Prime quería ampliar la carrera Cybertroniana e influir en el curso de los acontecimientos cósmicos. Omega sospechaba que este antecesor líder iba a traicionar la orden Prime.
Nova Prime nombra como asesor técnico principal a Jhiaxus y entre sus experimentos crean al primer combinador Gestalt , Monstructor; pero les salió mal al querer juntar fuerza e inteligencia degenerando a 6 transformers. Nova Prime estaba a bordo del primer Arca queriendo explorar y conquistar cuando desapareció en el universo muerto con el resto de la tripulación en una extraña zona del benzulli expanse.
En Transformers: Escalation, cuando Optimus Prime descarga su mente en su sección del remolque para evitar la muerte por Megatron, tuvo un breve encuentro con Nova Prime, que lo llevó a buscar respuestas a Omega Supreme. se enteró de que el linaje Prime es corrupto,(Como se dio de notar a Sentinel Prime como un personaje mezquino y traidor en la película del 2011).
Nova Prime fue asesinado por The Fallen en una lucha a muerte contra todos los Decepticons quienes tenían una victoria inminente dando de notar en mayoría de ejércitos y artillerías, poco después Alpha Trion le otorga la matrix de liderazgo a Sentinel Prime (quien posteriormente es asesinado por Megatron y Optimus Prime adquiere la matrix de liderazgo Autobot).

## Transformers Devastation
En Transformers: Devastatión, Galvatron profana la cripta de Nova Prime quien luego de clonar la chispa de Optimus Prime con la finalidad de lograr sus ambiciosos planes de gobernar el universo logra dominar a este poderoso Prime quien adquiere la misma apariencia de Optimus Prime (A diferencia de su color ya que Nemesis Prime es totalmente oscuro), Galvatron lo envía a la Tierra desde el universo muerto por un individuo que se refiere como Nemesis Prime. Se confirmó en la edición final, que Nemesis Prime era, de hecho Nova Prime, que encabeza actualmente la Arca de la tripulación con los planes de desconocidos. También comentó a Jhiaxus que era consciente de las ambiciones de Galvatron. Sin emgargo Jhiaxus pasa a las filas Decepticons.

## Errores
En ilustraciones de los cómics, Nova Prime lo revelan como un camión con remolque cybertroniano que puede convertirse en una base de defensa, se combina con su tráiler para convertirse en un robot más grande con alas.
Este es un error más de la franquicia debido a que cabe notar que durante el liderazgo de Nova Prime no existía la tecnología de transformación en los seres cybertronianos o quizás este fue el maestro de la tecnología del modo alterno cybertroniano y era el único que podía transformarse durante su liderazgo Autobot y este le enseñó a Sentinel Prime la tecnología de transformación y nunca hubo y ni ha existido un juguete oficial de Nova Prime por parte de hasbro o takara.